# Tekeresi-vízfolyás
A Tekeresi-vízfolyás a Gerecsében ered, Komárom-Esztergom vármegyében, mintegy 250 méteres tengerszint feletti magasságban. A patak forrásától kezdve északi irányban halad, majd Neszmélynél eléri a Dunát.

## Part menti települések
- Dunaszentmiklós
- Neszmély